# جو بينيتيز
جو بينيتيز (بالإنجليزية: Joe Benitez)‏ هو رسام بالرصاص أمريكي، ولد في 21 مايو 1971.

## وصلات خارجية
- الموقع الرسمي